# Casanegra
Casanegra is een Marokkaanse film uit 2008, geschreven en geregisseerd door Nour Eddine Lakhmari. De film brak in Marokko bezoekersrecords en diverse taboes, en heeft op het Dubai International Film Festival van 2008 drie prijzen gewonnen: best cinematographer Luca Coassin en best actor Anas Elbaz en Omar Lotfi.

## Verhaal
De film gaat over twee jongemannen, Adil (Omar Lotfien) en Karim (Anas Elbaz), in Casablanca.
Adil en zijn moeder worden vaak mishandeld door zijn stiefvader. Wanneer hij in de tegenaanval gaat neemt zijn moeder toch zijn stiefvader in bescherming. Uit wraak steekt Adil de auto van de stiefvader in brand, en verkoopt hij zijn televisie. Adil droomt ervan naar Zweden te gaan, en heeft contacten om dat te regelen, maar het kost veel geld, dat hij niet heeft. Hij heeft een pakje gestolen betaalpasjes gekocht en probeert die met winst te verkopen, maar niemand wil ze hebben, want ze zijn al geblokkeerd. Hij redt met gevaar voor eigen leven de schildpad van een zwakbegaafde vriend van Karim, maar eist van hem dat hij dat niet doorvertelt, wat hij toch doet.
Twee jonge jongens werken voor Karim als straatverkopers van sigaretten. Ze hebben daar echter geen vergunning voor. Een controleur die ertegen op wil treden wordt door Karim mishandeld en bedreigd. Karims vader heeft dertig jaar in een visfabriek gewerkt. Hij is er nu fysiek en mentaal slecht aan toe en moet verzorgd worden, o.a. door Karim. Op aandringen van zijn moeder gaat Karim in de fabriek werken, maar het werk en het loon vallen tegen, daarom stopt hij na een dag.
Zrirek (Mohamed Benbrahim) int met bedreiging geld van mensen die hem dat schuldig zijn. Hij heeft een misdaadklus voor Adil en Karim, maar om ze te testen moeten ze eerst bij een travestiet geld ophalen. Hij weigert waarna ze gewelddadig worden en al het geld meenemen dat ze kunnen vinden: ze vinden samen een bedrag, en Adil vindt ook nog een ander pakket bankbiljetten, en neemt dat mee zonder het aan Karim te vertellen. Ook steelt Karim een net pak. Zrirek is tevreden, ze mogen de buit houden. Karim geeft de helft van het gezamenlijk gevonden bedrag aan Adil.
Adil stuurt zijn moeder naar Fez en geeft haar al zijn buit mee, om daar bij haar moeder te gaan wonen. Ze vraagt nog wel hoe hij eraan komt, maar nadat hij liegt dat hij het verdiend heeft vraagt ze niet door. Ze is er meer bezorgd over dat het feit dat ze wegloopt van haar man haar reputatie schaadt.
Op aandringen van Adil is Karim bereid mee te doen met Zrireks misdaadklus, waarbij ze een racepaard een injectie moeten geven waardoor het slechter presteert; Zrirek kan hiermee geld verdienen door op een ander paard te wedden. Karim krijgt een relatie met een vrouw en wil niet meer meedoen, maar doet toch maar mee nadat de vrouw afhaakt als ze zijn lage afkomst ontdekt.
Door onderlinge ruzie en onhandigheid mislukt de klus, en ontsnapt het paard uit de manege. Zrirek is heel boos en wordt gewelddadig, maar hij raakt gewond, en Adil en Karim draaien de rollen om en bedreigen hem. Vervolgens gaan ze op de vlucht voor de politie. Ze worden niet gepakt en het leven gaat verder.

## Cast
| Acteur            | Personage |
| ----------------- | --------- |
| Anas Elbaz        | Karim     |
| Omar Lotfi        | Adil      |
| Mohamed Benbrahim | Zrirek    |
| Ghita Tazi        | Nabila    |
| Driss Roukhe      | Beau Pere |